# Baleia-bicuda-de-cabeça-plana-do-norte
A baleia-bicuda-de-cabeça-plana-do-norte (Hyperoodon ampullatus), também conhecida como Botinhoso-do-norte e Baleia-de-bico-de-garrafa, é um cetáceo da família dos zifiídeos (Ziphiidae), sendo um dos dois membros do gênero Hyperoodon. Encontrado no Atlântico Norte em águas frias.
A Baleia-de-bico-de-garrafa do norte foi caçada intensamente pela Noruega e Grã-Bretanha no século XIX e início do século XX. É um dos mamíferos de mergulho mais profundo conhecidos, atingindo profundidades de 2.339 m (7.674 pés)  e capaz de mergulhar por até 130 minutos.